# Bruère-Allichamps
Pour les articles homonymes, voir Bruère et Allichamps (homonymie).
Bruère-Allichamps est une commune française située dans le département du Cher, en région Centre-Val de Loire.

## Géographie
Bruère-Allichamps est située à 7 kilomètres au nord de Saint-Amand-Montrond sur la RD 2144 (ex-RN 144) qui est l’axe reliant Bourges (à 44 kilomètres au nord) à Montluçon (à 56 kilomètres au sud).
La commune est l'une des sept communes revendiquant le titre de centre de la France, et, historiquement, la première. Une borne milliaire romaine, anciennement présente dans le secteur, a été érigée au centre du village et sert de monument pour marquer le supposé centre de la France.
Selon les calculs du géographe français Adolphe Joanne (1813-1881) qui écrit dans son dictionnaire Géographique « Le centre géométrique de la France, autant qu'on peut en déterminer un, se trouve dans la partie sud du département du Cher, au village de Bruère-Allichamps, à 7 km au nord-ouest de Saint-Amand-Montrond. »
Détails des calculs de Joanne :

« Le Centre de la France est compris entre les deux latitudes et les deux longitudes entre lesquelles pourrait s'inscrire la plus petite figure semblable à la France. Ce point est entre 46° 51′ 32″ et 46° 40′ 02″ de latitude et 0° et 0° 10′ 33″ de longitude orientale. Si l'on suppose un quadrilatère construit avec quatre points et dans lequel tient la France, le centre sera l'intersection des deux médianes. L'une de ces médianes se confond avec le méridien passant par 0° 05′ 15″ de longitude est, et l'autre avec le parallèle situé à 46° 45′ 47″ de latitude. Ce point, situé à égale distance du nord et du sud de la France, de l'est et de l'ouest de la France, est situé à Bruère-Allichamps. »

Ces calculs ont été effectués entre 1860 et 1870, quand l'Alsace et la Lorraine étaient françaises, ainsi que Nice et la Savoie, mais sans prendre en compte les territoires cédés par l'Italie à la France par le Traité de Paris de 1947 (Tende et La Brigue). Les points géodésiques à l'époque avaient pour référence le méridien de Paris situé à +2° 20′ 14″ de celui de Greenwich. La borne milliaire placée au centre de la France est classée parmi les Monuments historiques par arrêté du 26 août 1909.
La commune fait partie du canton de Saint-Amand-Montrond même après 2015,.

### Climat
Pour des articles plus généraux, voir Climat du Centre-Val de Loire et Climat du Cher.
En 2010, le climat de la commune est de type climat océanique dégradé des plaines du Centre et du Nord, selon une étude du CNRS s'appuyant sur une série de données couvrant la période 1971-2000. En 2020, Météo-France publie une typologie des climats de la France métropolitaine dans laquelle la commune est exposée à un climat océanique altéré et est dans la région climatique  Ouest et nord-ouest du Massif Central, caractérisée par une pluviométrie annuelle de 900 à 1 500 mm, maximale en automne et en hiver.
Pour la période 1971-2000, la température annuelle moyenne est de 11,2 °C, avec une amplitude thermique annuelle de 15,6 °C. Le cumul annuel moyen de précipitations est de 736 mm, avec 11 jours de précipitations en janvier et 7,3 jours en juillet. Pour la période 1991-2020, la température moyenne annuelle observée sur la station météorologique la plus proche, située sur la commune d'Orval à 6 km à vol d'oiseau, est de 12,3 °C et le cumul annuel moyen de précipitations est de 757,1 mm,. Pour l'avenir, les paramètres climatiques de la commune estimés pour 2050 selon différents scénarios d'émission de gaz à effet de serre sont consultables sur un site dédié publié par Météo-France en novembre 2022.

## Urbanisme

### Typologie
Au 1er janvier 2024, Bruère-Allichamps est catégorisée commune rurale à habitat dispersé, selon la nouvelle grille communale de densité à 7 niveaux définie par l'Insee en 2022.
Elle est située hors unité urbaine. Par ailleurs la commune fait partie de l'aire d'attraction de Saint-Amand-Montrond, dont elle est une commune de la couronne,. Cette aire, qui regroupe 36 communes, est catégorisée dans les aires de moins de 50 000 habitants,.

### Occupation des sols
L'occupation des sols de la commune, telle qu'elle ressort de la base de données européenne d’occupation biophysique des sols Corine Land Cover (CLC), est marquée par l'importance des territoires agricoles (82 % en 2018), en diminution par rapport à 1990 (83,9 %). La répartition détaillée en 2018 est la suivante : 
terres arables (40,6 %), prairies (39,9 %), forêts (13,8 %), zones urbanisées (2,3 %), eaux continentales (1,9 %), zones agricoles hétérogènes (1,5 %). L'évolution de l’occupation des sols de la commune et de ses infrastructures peut être observée sur les différentes représentations cartographiques du territoire : la carte de Cassini (XVIIIe siècle), la carte d'état-major (1820-1866) et les cartes ou photos aériennes de l'IGN pour la période actuelle (1950 à aujourd'hui).

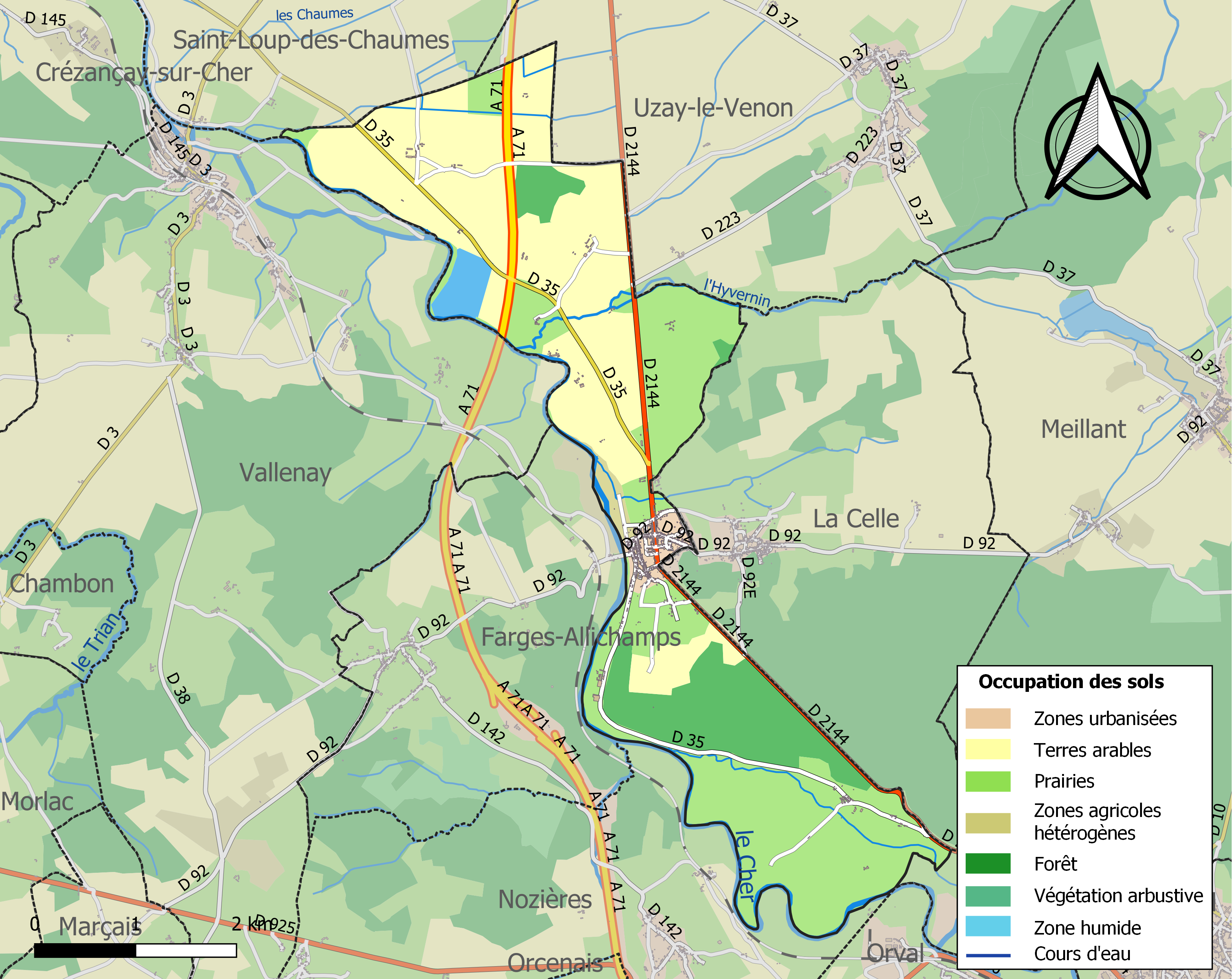
Carte des infrastructures et de l'occupation des sols de la commune en 2018 (CLC).

### Risques majeurs
Le territoire de la commune de Bruère-Allichamps est vulnérable à différents aléas naturels : météorologiques (tempête, orage, neige, grand froid, canicule ou sécheresse), inondations, mouvements de terrains et séisme (sismicité faible). Il est également exposé à deux risques technologiques, le transport de matières dangereuses et la rupture d'un barrage. Un site publié par le BRGM permet d'évaluer simplement et rapidement les risques d'un bien localisé soit par son adresse soit par le numéro de sa parcelle.

#### Risques naturels
Certaines parties du territoire communal sont susceptibles d’être affectées par le risque d’inondation par débordement de cours d'eau, notamment le Cher. La commune a été reconnue en état de catastrophe naturelle au titre des dommages causés par les inondations et coulées de boue survenues en 1982 et 1999,.

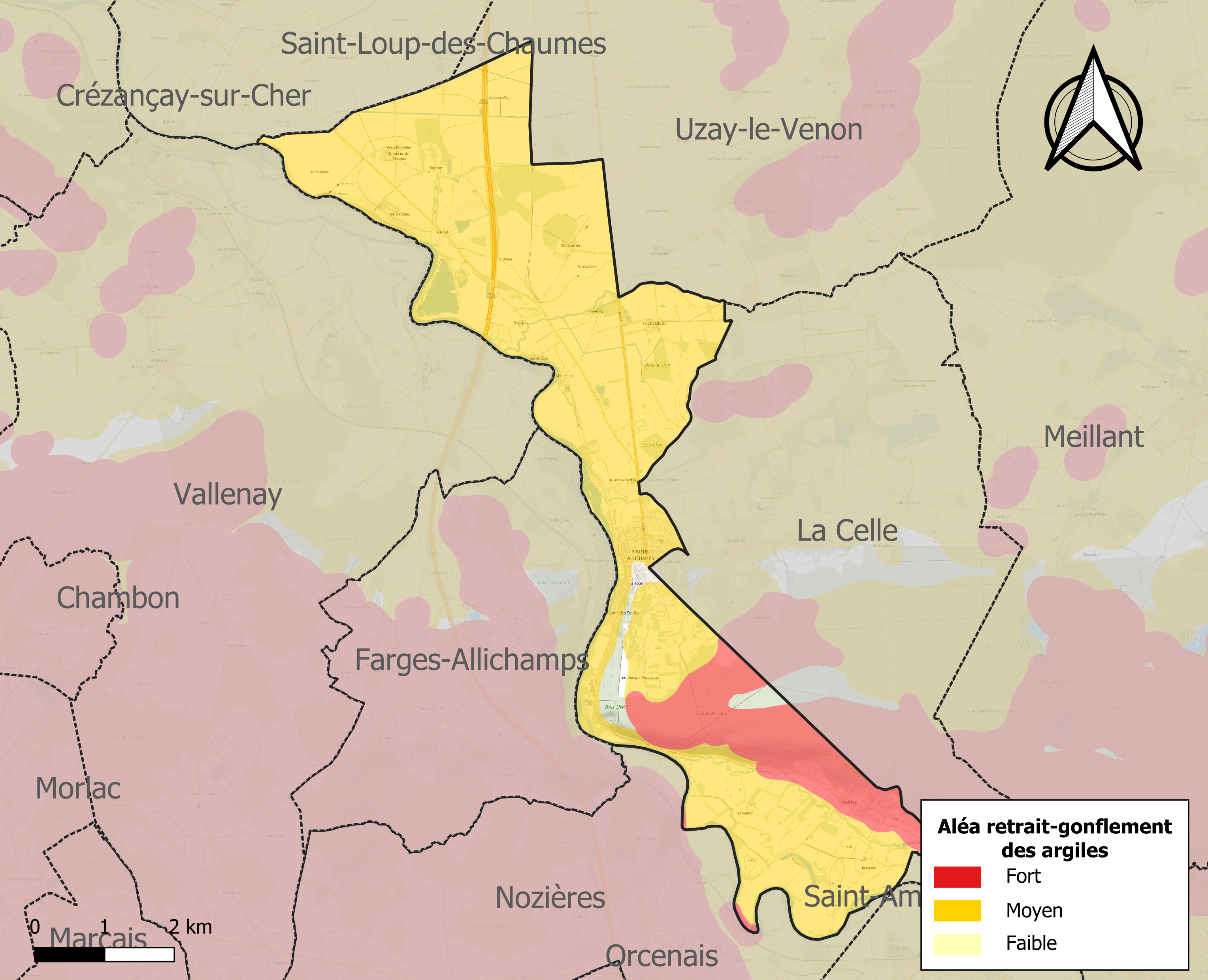
Carte des zones d'aléa retrait-gonflement des sols argileux de Bruère-Allichamps.

La commune est vulnérable au risque de mouvements de terrains constitué principalement du retrait-gonflement des sols argileux. Cet aléa est susceptible d'engendrer des dommages importants aux bâtiments en cas d’alternance de périodes de sécheresse et de pluie. 97,6 % de la superficie communale est en aléa moyen ou fort (90 % au niveau départemental et 48,5 % au niveau national). Sur les 390 bâtiments dénombrés sur la commune en 2019, 332 sont en aléa moyen ou fort, soit 85 %, à comparer aux 83 % au niveau départemental et 54 % au niveau national. Une cartographie de l'exposition du territoire national au retrait gonflement des sols argileux est disponible sur le site du BRGM,.
Concernant les mouvements de terrains, la commune a été reconnue en état de catastrophe naturelle au titre des dommages causés par la sécheresse en 1989, 2011 et 2019 et par des mouvements de terrain en 1999.

#### Risques technologiques
Le risque de transport de matières dangereuses sur la commune est lié à sa traversée par des infrastructures routières ou ferroviaires importantes ou la présence d'une canalisation de transport d'hydrocarbures. Un accident se produisant sur de telles infrastructures est en effet susceptible d’avoir des effets graves au bâti ou aux personnes jusqu’à 350 m, selon la nature du matériau transporté. Des dispositions d’urbanisme peuvent être préconisées en conséquence.
La commune est en outre située en aval du barrage de Rochebut, de classe A et faisant l'objet d'un PPI. À ce titre elle est susceptible d’être touchée par l’onde de submersion consécutive à la rupture de cet ouvrage.

## Toponymie
Le nom de la localité est attesté sous les formes Briora en 1102, Brueria en 1267, Breria entre 1382 et 1396.
Bruère dériverait d’un nom composé, avec le gaulois briva « pont » et en seconde position duro, en latin durum, qui signifie « oppidum, forteresse, porte ». Duro est précédé d’un -ó- de liaison accentué qui a plus ou moins abouti à des terminaisons en -erre ou –eurre dans le Nord et -oire dans le Midi de la France, « forteresse du pont ».

## Histoire

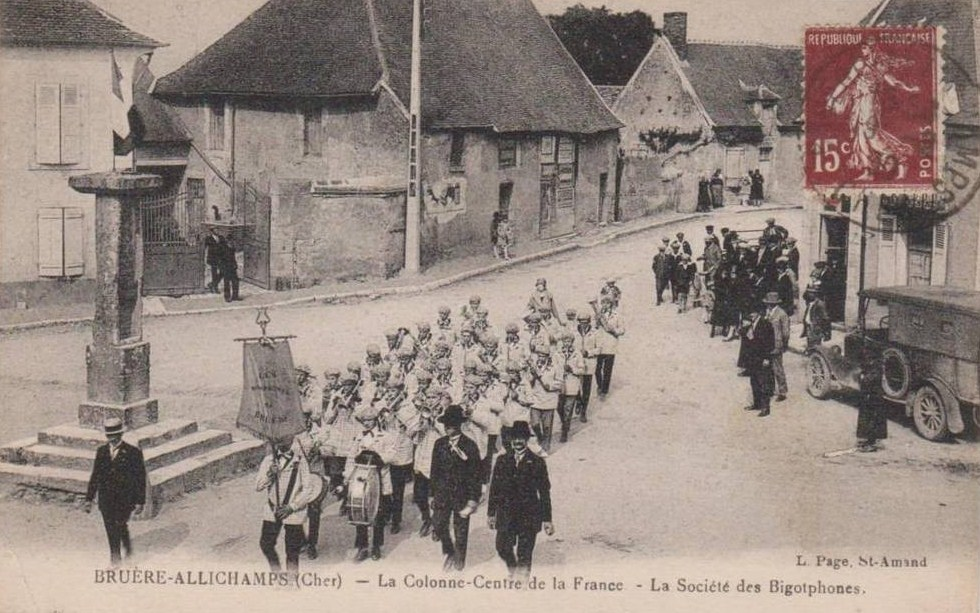
La borne dans les années 1920.

La commune de Bruère-Allichamps fut créée en 1884 par la fusion de Bruère et d'Allichamps.
Un important haras consacré à la production de chevaux destinés à la remonte de l’armée française (remplaçant ceux blessés ou tués au combat) a existé à Bruère-Allichamps, au lieu-dit Châteaufer. Il est fermé après la Première Guerre mondiale.
Pendant la guerre civile espagnole, il fait partie des camps d'internement destinés à l’assignation à résidence des réfugiés espagnols. Ils sont seulement 55 début janvier 1939. Mais c’est surtout au moment de l'effondrement de la république espagnole, qui provoque la Retirada, que les arrivées de réfugiés sont importantes. Entre le 30 janvier et le 9 février 1939, 3 002 réfugiés espagnols fuyant devant les troupes de Franco, arrivent dans le Cher ,. Ils sont acheminés en quatre convois à la gare de Bourges.
L’hébergement n’est pas très confortable : les dortoirs sont aménagés dans les écuries, dont certaines sont dépourvues de portes. Les réfugiés sont essentiellement des femmes et des enfants, les hommes sont retenus dans les camps du Midi. Ils sont soumis à une quarantaine stricte, du fait des risques d’épidémie. Un hôpital de fortune est aménagé avec 40 lits à Châteaufer. Le courrier est limité, le ravitaillement, s'il est peu varié et cuisiné à la française, est cependant assuré. Au printemps et à l'été, le camp de Châteaufer devient le centre de regroupement départemental pour les réfugiés hébergés dans des centres ruraux créés dans les petites communes. Malgré les facilités offertes à ceux qui veulent rentrer en Espagne (et les incitations), ils sont encore 912 en décembre 1939 et 600 en février 1940. Certains enfants sont déplacés à la Maison familiale pour enfants de Bourges.
La mémoire de ce camp d’internement de réfugiés espagnols se transmet : à l’abbaye de Noirlac, une table ronde sur le sujet a eu lieu en novembre 2012, et des rencontres annuelles commémorent ces évènements depuis 2010 à Châteaufer et Noirlac.

## Politique et administration
| Période                                  | Période      | Identité          | Étiquette | Qualité                                                         |
| ---------------------------------------- | ------------ | ----------------- | --------- | --------------------------------------------------------------- |
| Les données manquantes sont à compléter. |              |                   |           |                                                                 |
| 1971                                     | 1979         | Laurent Bilbeau   | PCF       | Instituteur                                                     |
| 1979                                     | 1983         | René Larguinat    | PCF       |                                                                 |
| mars 2008                                | 2014         | Didier Vandeporta |           |                                                                 |
| avril 2014                               | juillet 2020 | Patrick Ciajolo   |           | Fonctionnaire de catégorie A                                    |
| juillet 2020                             | en cours     | Roger Dagher,     |           | Profession intermédiaire administrative de la fonction publique |

## Démographie
L'évolution du nombre d'habitants est connue à travers les recensements de la population effectués dans la commune depuis 1793. Pour les communes de moins de 10 000 habitants, une enquête de recensement portant sur toute la population est réalisée tous les cinq ans, les populations de référence des années intermédiaires étant quant à elles estimées par interpolation ou extrapolation. Pour la commune, le premier recensement exhaustif entrant dans le cadre du nouveau dispositif a été réalisé en 2005.

En 2022, la commune comptait 569 habitants, en évolution de +0,71 % par rapport à 2016 (Cher : −2,48 %, France hors Mayotte : +2,11 %).
| 1793 | 1800 | 1806 | 1821 | 1831 | 1836 | 1841 | 1846 | 1851 |
| ---- | ---- | ---- | ---- | ---- | ---- | ---- | ---- | ---- |
| 237  | 312  | 338  | 118  | 301  | 335  | 327  | 354  | 361  |

| 1856 | 1861 | 1866 | 1872 | 1876 | 1881 | 1886  | 1891  | 1896  |
| ---- | ---- | ---- | ---- | ---- | ---- | ----- | ----- | ----- |
| 358  | 377  | 384  | 396  | 440  | 408  | 1 023 | 1 085 | 1 061 |

| 1901  | 1906  | 1911  | 1921 | 1926 | 1931 | 1936 | 1946 | 1954 |
| ----- | ----- | ----- | ---- | ---- | ---- | ---- | ---- | ---- |
| 1 073 | 1 093 | 1 053 | 889  | 987  | 835  | 751  | 798  | 735  |

| 1962 | 1968 | 1975 | 1982 | 1990 | 1999 | 2005 | 2006 | 2010 |
| ---- | ---- | ---- | ---- | ---- | ---- | ---- | ---- | ---- |
| 735  | 669  | 649  | 631  | 609  | 573  | 580  | 576  | 629  |

| 2015 | 2020 | 2022 | - | - | - | - | - | - |
| ---- | ---- | ---- | - | - | - | - | - | - |
| 566  | 567  | 569  | - | - | - | - | - | - |

## Culture locale et patrimoine

### Lieux et monuments
- Abbaye de Noirlac, classée monument historique en 1862[40],[41]. Cet édifice religieux est fondé en 1136 par une communauté monacale qui y crée un ordre local de cisterciens[42].

- Prieuré Saint-Étienne d'Allichamps XIIe siècle[43]. L’ancienne église Saint-Étienne d’Allichamps est inscrite sur l’inventaire supplémentaire des Monuments Historiques : arrêté du 19 février 1926. L'église est classée parmi les monuments historiques : arrêté du 9 août 2007, qui annule l’inscription du 19 février 1926[44].
- Le château de Châteaufer (1670). Le corps de logis en totalité, la chapelle située à l'extrémité sud du bâtiment de communs est en totalité, les façades et les toitures des deux bâtiments de communs situés dans l'avant-cour, à l'exception de la chapelle inscrite en totalité, le portail d'entrée et le mur de clôture de l'avant-cour, les fossés, l'avant-cour, la cour et le jardin sont inscrits sur l’Inventaire Supplémentaire des Monuments Historiques : arrêté du 12 septembre 2002[45].
- La colonne (borne milliaire trivium romain), extraite des carrières de La Celle, érigée par l’empereur romain Caracalla (au début du IIIe siècle), cette borne milliaire indiquait les 3 directions de la voie romaine : Avaricum – Aquae Neris – Mediolanum Castrum (Bourges – Néris les Bains – Châteaumeillant). Avant d’arriver à son implantation actuelle, elle a bien voyagé : à la chute de l’Empire romain, les Wisigoths l’emmenèrent dans le cimetière romain d’Allichamps où elle fut transformée en sarcophage. Elle fut découverte par le prieur Pajonnet au milieu du XVIIIe siècle et, après bien des péripéties, elle fut installée à son emplacement actuel (sur la RD 2144), c’est-à-dire à 200 m de son emplacement initial. La borne milliaire est classée monument historique en 1909[46].

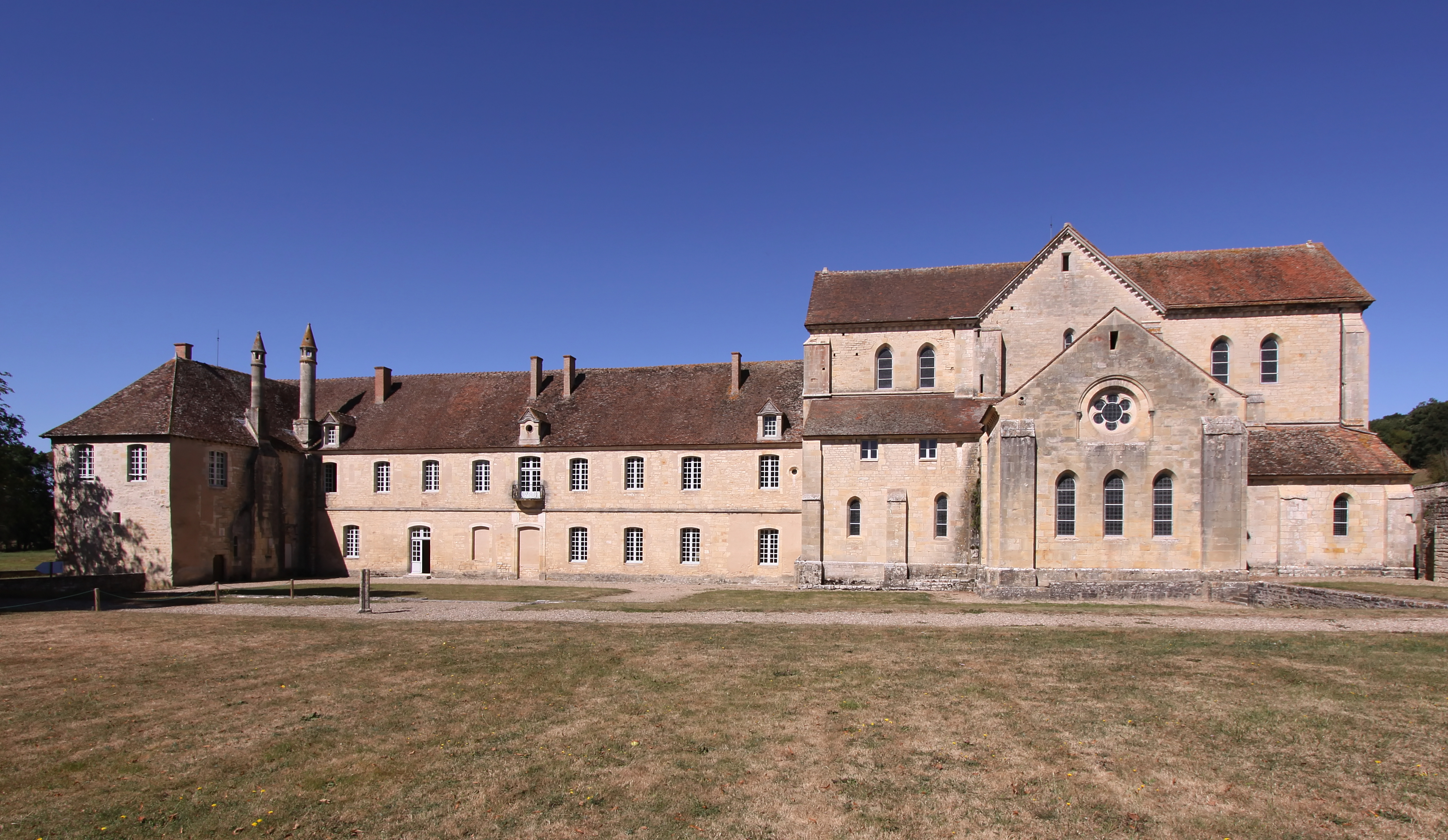
Abbaye de Noirlac.
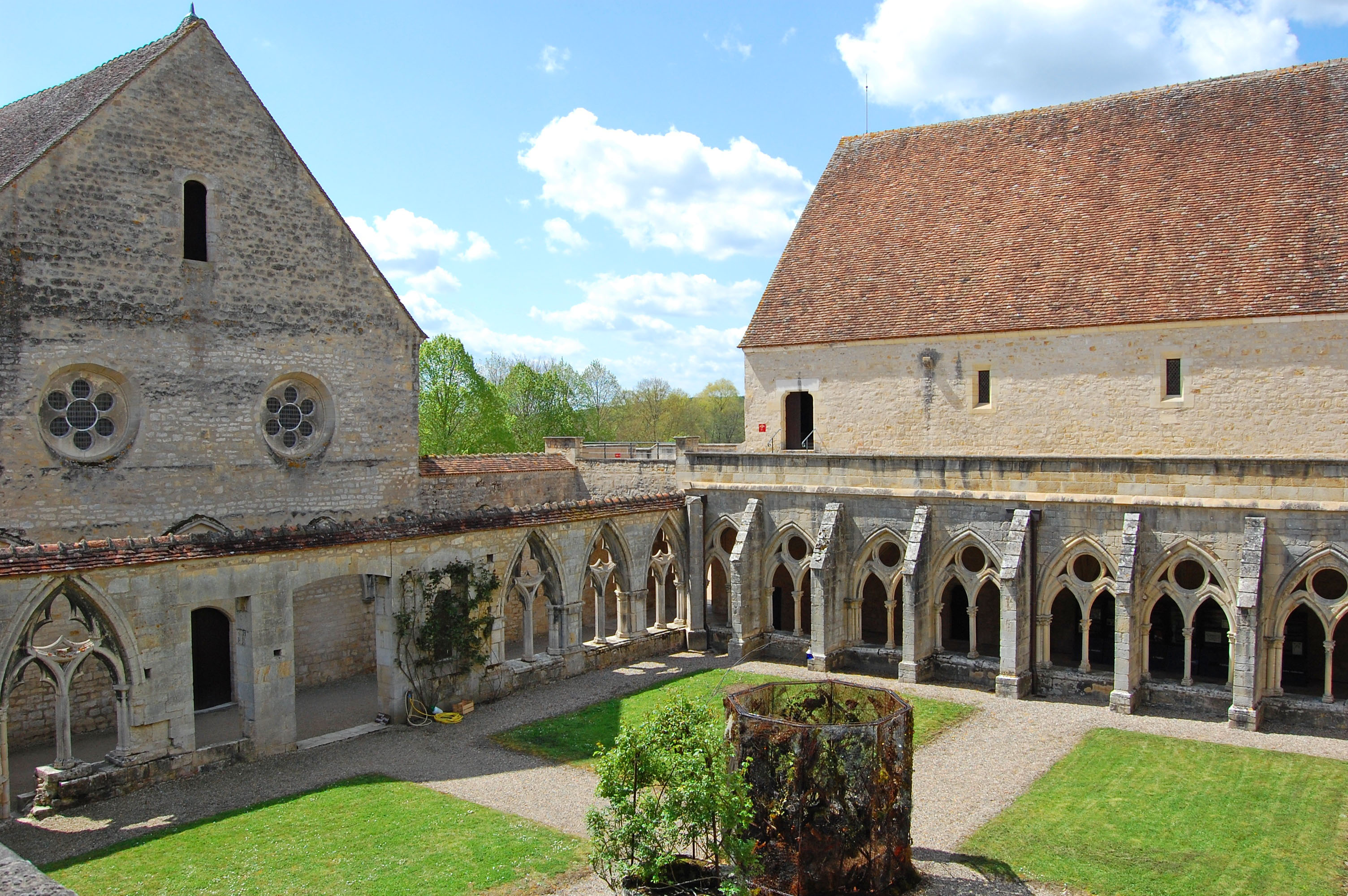
Cloître de l'abbaye.
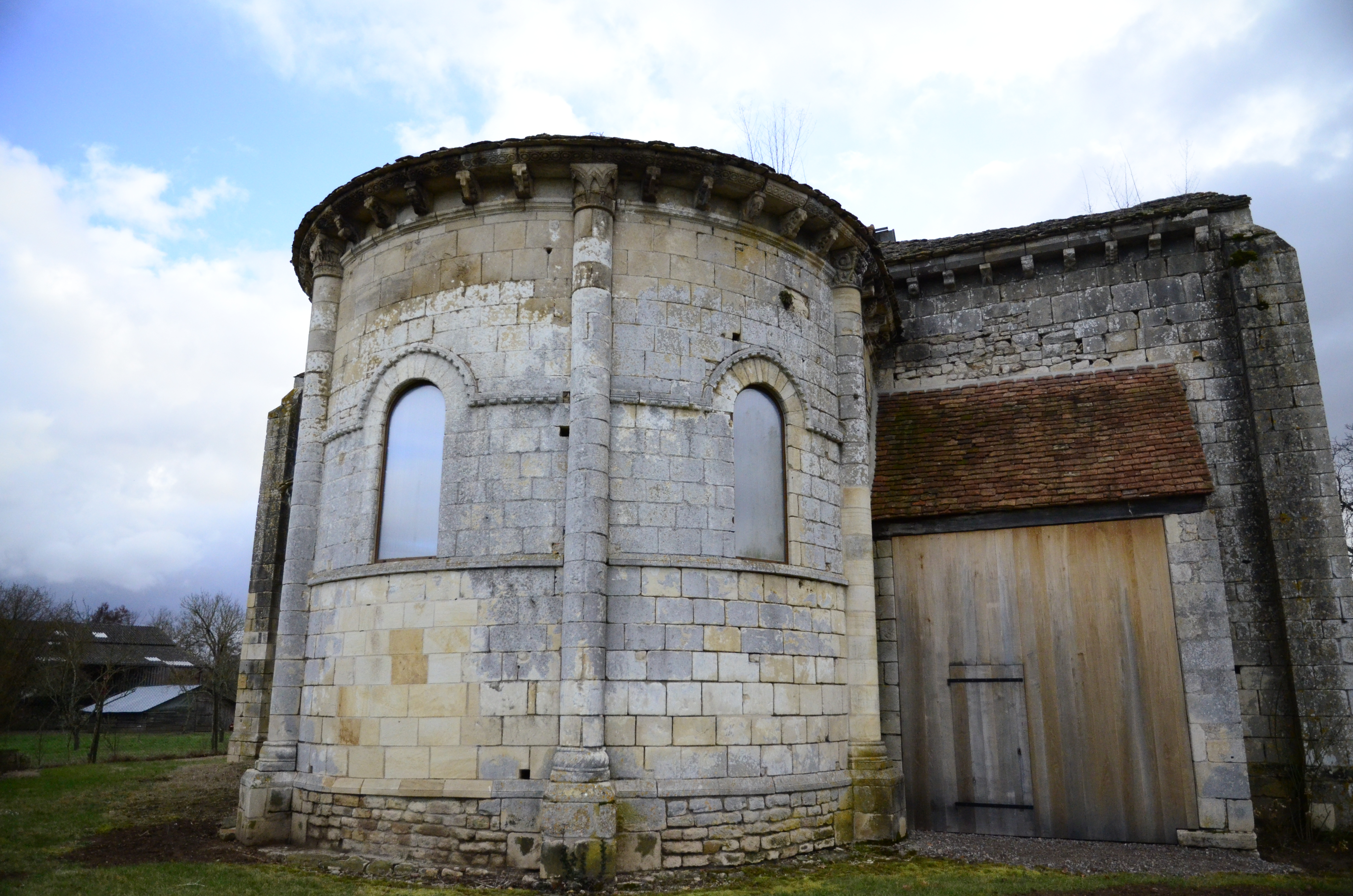
Prieuré d'Allichamps.
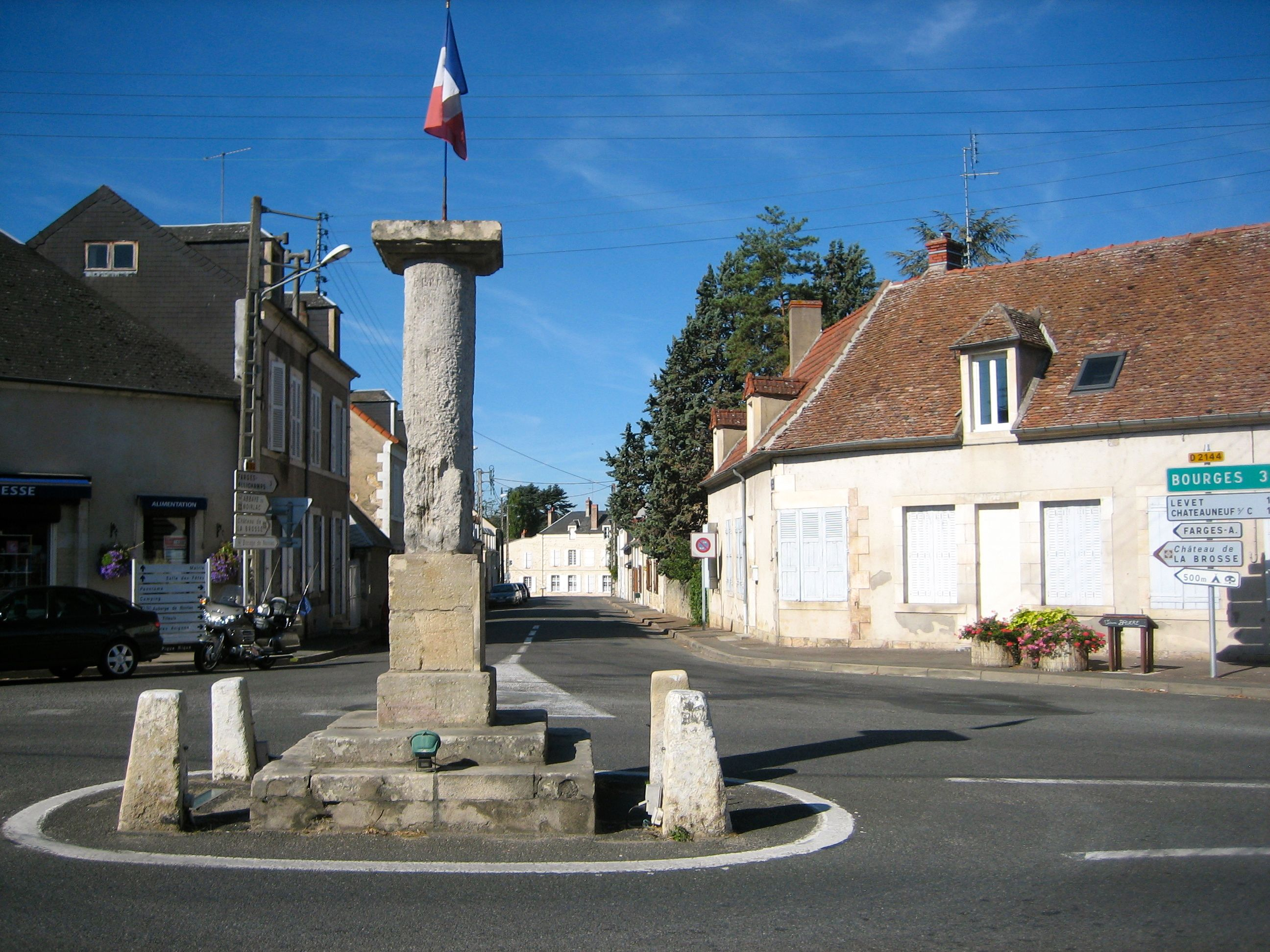
La borne milliaire

### Personnalités liées à la commune
- Jean Girault (1825-1909), député puis sénateur, fut maire d'Allichamps.
- Jean Rameau (1852-1931), maître sonneur, poète et chansonnier berrichon, né à La Celle-Bruère.
- Paul Bilhaud, écrivain, né le 31 décembre 1854 à Allichamps, qui fit partie du club des Hydropathes.

### Héraldique
| Blason de Bruère-Allichamps | Blason  | Parti : au 1er d'azur au pont d'une arche et deux demies d'argent, mouvant des flancs, maçonné de sable et posé sur une champagne ondée d'or, au chef cousu de gueules, bastillé de deux pièces et chargé d'une fasce alésée cousue d'azur surchargée de trois fleurs de lis d'or, au 2e de sinople à la colonne d'or. |
| Blason de Bruère-Allichamps | Détails | Adopté en mai 2017. |

### Cinéma
La scène d'ouverture du film L'Argent de poche de François Truffaut a été tournée en 1976 à Bruère-Allichamps : une fillette envoie une carte postale depuis le « centre de la France » à son cousin. Après le générique, la carte se retrouve dans les mains de son cousin qui la montre à l'instituteur (Jean-François Stévenin). Celui-ci disserte sur la commune et dessine une carte de France en indiquant le Centre de la France.

## Centre géographique de la France
Sept communes, situées entre le Cher et l’Allier, revendiquent, le titre honorifique de centre de la France: Bruère-Allichamps, est historiquement la première, mais sur la base de calculs anciens du géographe Adolphe-Laurent Joanne (1813-1881) qui ne tenaient pas compte de la Corse.
- Chazemais.
- Farges-Allichamps.
- Huriel.
- Nassigny.
- Saulzais-le-Potier.
- Vesdun en tenant compte des îles côtières.